# 奥萨·埃尔温
奥萨·埃尔温（瑞典語：Åsa Elfving，1970年2月1日—），瑞典女子冰球运动员，场上位置是前锋。她曾代表瑞典国家队参加1998年冬季奥林匹克运动会冰球比赛，获得第5名。